# Anais de Lund
Os Anais de Lund, Lunda ou Lúndia (em latim: Annales Lundenses; em dinamarquês:  Lundeårbogen) é um manuscrito medieval dinamarquês do século XIII, escrito por um autor desconhecido em latim, na cidade então dinamarquesa de Lund. O texto apresenta uma história da Dinamarca desde a criação do Mundo até ao ano de 1307, e tem muitas passagens quase idênticas a trechos de Adam de Bremen. A Crónica de Lejre (Chronicon Lethrense) está incluída nesta obra, embora tenha provavelmente sido inicialmente um documento próprio. A batalha de Gestilren está mencionada nos Anais de Lund.
Existem atualmente três cópias do manuscrito original:
- Um manuscrito na biblioteca da Universidade de Erfurt, na Alemanha
- Dois manuscritos na Coleção Arne Magnusson, em Copenhaga